# Apostag
Apostag je vas na Madžarskem, ki upravno spada pod podregijo Kunszentmiklói Županije Bács-Kiskun.